# Галлюцинаторно-параноидный синдром
Галлюцинато́рно-парано́идный синдро́м — психопатологический синдром, который включает в себя галлюцинации и бредовые идеи.

## Хроническое и острое течение
Галлюцинаторно-параноидный синдром может быть хроническим и острым. Хронический галлюцинаторно-параноидный синдром характеризуется нарастающим усложнением. Первоначальная симптоматика постепенно обрастает новой:226. Возможно развитие в синдром Кандинского — Клерамбо.
Острый галлюцинаторно-параноидный синдром может быстро исчезать под влиянием лечения или быстро трансформироваться в другие психопатологические синдромы:226. В структуре острого галлюцинаторно-параноидного синдрома присутствуют бредовое восприятие окружающего, острый чувственный бред, значительная насыщенность аффекта или растерянность. Острый галлюцинаторно-параноидный синдром не успевает развиться до синдрома Кандинского — Клерамбо:226. Острый галлюцинаторно-параноидный синдром может быть этапом онейроидного синдрома или острой парафрении:226.

## Нейромедиаторы
LeFur G. и соавторы (1981) доказали, что у людей с шизофренией с галлюцинаторно-параноидным синдром, по сравнению со здоровыми лицами, значительно повышено число дофаминовых рецепторов у B-лимфоцитов, а у пациентов с преобладанием негативной (дефицитарной) симптоматики число дофаминовых рецепторов наоборот снижено.

## Варианты синдрома

### Синдром Кандинского — Клерамбо
Синдром Кандинского — Клерамбо является частным случаем галлюцинаторно-параноидного синдрома и включает бред воздействия, псевдогаллюцинации и явления отчуждения психических актов:225—226.

### Микрогаллюцинаторно-параноидный синдром
Микрогаллюцинаторно-параноидный синдром довольно редок, и может встречаться при стимуляторных психозах у злоупотребляющих кокаином или лиц, длительно злоупотребляющих другими психостимуляторами. Основная его характеристика — преобладание мелких зрительных галлюцинаций и иллюзий: больные данным психозом видят у себя на коже точки, нити, кристаллы, мелких паразитов, червей, насекомых и т. п. К указанным галлюцинациям присоединяются бредовые идеи ревности или бредовые идеи преследования, которые носят вторичный характер:120.

## Болезни, для которых характерен синдром
Галлюцинаторно-параноидный синдром возникает при многих психических расстройствах: шизофрении (особенно параноидной шизофрении), энцефалитах, прогрессивном параличе (поздней форме нейросифилиса), эпилепсии и других расстройств.

### Неврологические болезни
Эпилептические психозы с доминирующим галлюцинаторно-параноидным синдромом трудноразличимы от шизофрении. При эпилепсии постприпадочный (постиктальный) психоз является редким расстройством, который может проявляться в форме галлюцинаторно-параноидного синдрома, сопровождающегося сумеречным помрачением сознания. Может присутствовать как аффективная симптоматика, так и шизофреноформная. Постприпадочный психоз может длиться около трёх недель, а иногда и дольше.

### Инфекционные болезни
Галлюцинаторно-параноидный синдром при нейросифилисе, венерическом инфекционном заболевании, бактерии которого повредили головной мозг, начинается часто с появления слуховых галлюцинаций: больной слышит ругань в свой адрес и оскорбления, часто циничные сексуальные упрёки:396. Затем больной становится к этим расстройствам полностью некритичен:396. Он может считать, что его преследуют (воры, убийцы), возникает бред преследования:396. Могут возникать эпизоды нарушенного сознания с возбуждением:396. Необходима дифференциация галлюцинаторно-параноидного синдрома при сифилисе мозга от алкогольного психоза и соответствующих синдромов шизофрении:396. При сифилисе мозга галлюцинации и бред связаны с эмоциональным компонентом и имеют обыденное содержание и возникают на фоне органического изменения личности:396. Отличие от шизофрении в том, что при ней наблюдается абстрактность и нарушения мышления, а также эмоциональное оскудение личности (вплоть до эмоциональной тупости):396. От алкогольного психоза можно отличить обнаружением алкогольных изменений личности:396.
Психозы при инфекциях, как общих, так и интракраниальных, могут проходить в форме длительно протекающих расстройств, без помрачения сознания, возможен галлюцинаторно-параноидных синдром в клинической картине (либо галлюциноз, депрессивно-параноидный синдром, маниакальный синдром с эйфорией, конфабулёз или апатический ступор):140. Но возможно течение расстройства и иными образами.
Психоз при туляремии (инфекции, вызванной бактерией Francisella tularensis) выражается в нескольких клинических формах: делириозной с энцефалитической разновидностью, аментивной и галлюцинаторно-параноидной:194. Галлюцинаторно-параноидная форма с выраженным галлюцинаторно-параноидным синдром может длиться несколько месяцев, сопровождаться бредом, чаще всего — преследования и физического воздействия:194. Характерны слуховые и соматические галлюцинации, а также оглушённость и общая астения:194. Остальные формы: 1) Делириозная форма, помимо общих для делирия характеристик, сопровождается вялостью, оглушённостью, астенией, сонливостью. 1.1) Энцефалитическая разновидность делириозной формы сопровождаются резко выраженными неврологическими симптомами. 2) Аментивная форма характеризуется аменцией и сопровождается отрывочными бредовыми идеями с отдельными слуховыми и зрительными галлюцинациями, а также астенией:194.
Известен случай галлюцинаторно-параноидного синдрома, вызванного бактериями боррелий — при боррелийском энцефалите. Клиническая картина была неотличима от шизофрении.

### Органические поражения мозга
При церебральном атеросклерозе относительно редко, преимущественно на функционально органической стадии, может возникать галлюцинаторно-параноидный синдром (либо вербальный галлюциноз, хронические бредовые расстройства, ипохондрические или депрессивные аффективные нарушения).
Органическое бредовое (шизофреноподобное) расстройство (F06.2 по МКБ-10) включает в себя органическую патологию (к примеру, височную эпилепсию или очаговые нарушения височной и теменной области в результате перенесённых энцефалитов), параноидные переживания имеют особую эмоциональную окраску (экстаз или дисфория), а в структуру галлюцинаторно-параноидного синдрома включены зрительные галлюцинации:132. Бред может быть вычурным, как при шизофрении, также могут присутствовать расстройства мышления:132.

### При соматических заболеваниях
При соматогенных психозах наблюдается помрачение сознания (чаще делирий, аменция или сумеречное помрачение сознания):404. Характерно внезапное и острое возникновение психоза:404. При успешном лечении и благоприятном течении соматического заболевания:404. Данные острые психозы обычно длятся 2—3 суток и сменяются астенией:404. Они также могут переходить в затяжной психоз с клинической картиной галлюцинаторно-параноидного синдрома:404.
При сепсисе, может возникнуть психоз, обусловленный длительно незаживающей раной:141—142. Галлюцинаторно-параноидный синдром при септической инфекции может возникнуть на фоне подъёмов температуры до невысоких субфебрильных цифр (то есть с умеренной лихорадкой, не свыше 38 °C):141—142. Данная форма возникает при длительном влиянии инфекции и значительном истощении организма:141—142. В клинической картине наблюдаются отдельные как истинные галлюцинации, так и слуховые псевдогаллюцинации, «голоса» зачастую упрекают, оскорбляют больного и т. д:141—142. Одновременно с этим появляются бредовые идеи преследования, физического воздействия или гипнотического воздействия:141—142. Со временем начинает проявляться возрастающее психическое оскудение и иногда даже слабоумие, характерно ослабление памяти, безразличие к окружающим и к своей судьбе, при более длительном прошедшем времени с инфекцией — бред становится всё более нелепым и отрывочным, а галлюцинации бледнеют:141—142. Септический психоз может длиться годы:141—142.
Поздний травматический психоз может появиться спустя много лет после перенесённой травмы и сопровождаться галлюцинаторно-параноидным синдромом (либо депрессивной, кататонической, пароксизмальной, корсаковской и делириозной формами):253.
Пеллагра (тип авитаминоза, как следствие недостатка витамина PP и белков, в особенности содержащих аминокислоту триптофан) может приводить к психозу. Пеллагрозный психоз может сопровождаться галлюцинаторно-параноидным синдромом, для которого характерны преимущественно зрительные обильные галлюцинации, например огонь или пламя, которые тесно связаны с бредовыми идеями преследования:379. Возможна и депрессивная форма пеллагрозного психоза:379.

### Ядовитые вещества
При отравлении бромом также могут наблюдаться психические нарушения: могут наблюдаться делирий, но чаще другие психопатологические синдромы (маниакальный синдром, затяжной галлюциноз, ступор и др.):36. У указанных больных симптомы простой интоксикации бромом сменяются галлюцинаторно-параноидным синдромом, который весьма схож с галлюцинаторно-параноидным синдромом при шизофрении. Могут наблюдаться «голоса», обсуждающие интимные переживания больных, а также слуховые, обонятельные и зрительные галлюцинации:35. Соматические и неврологические симптомы незначительны:35. У больных бромовыми психозами обнаруживаются концентрации брома — от 50 до 500 мг% (безопасная концентрация брома в крови от 0,8 мг% до 5—12 мг%:37.

### Препараты / лекарства
Дисульфирам (антабус), которым лечат больных хроническим алкоголизмом, может вызвать психоз при длительном приёме: галлюцинаторно-параноидный синдром, синдромы нарушения сознания, психоорганический синдром, маниакальный или депрессивный синдром, кататонический синдром и судорожные синдромы:69.
Противотуберкулёзный препарат изониазид (тубазид) может вызвать синдромы расстройства сознания и галлюцинаторно-параноидный синдром (с бредовыми идеями, слуховыми и зрительными галлюцинациями), но он мало схож с шизофреническим психозом:164—165.
Антибиотик циклосерин может вызвать кататонический синдром (ступор и возбуждение), деперсонализацию, галлюцинаторно-параноидные и параноидные синдромы (с галлюцинациями, бредовыми идеями, протекающими на фоне ясного сознания):182.
Стимуляторные психозы, вызванные амфетамином и метамфетамином в ряде случаев обнаруживают большое сходство с галлюцинаторно-параноидным синдромом при шизофрении (могут наблюдаться бредовые идеи самообвинения, величия, нигилистический бред, галлюцинации (обычно слуховые)). Галлюцинаторно-параноидный синдром развивается на фоне ясного сознания, реже «слегка суженного» сознания:120. Амфетамин и фенметразин (прелюдин) вызывают преимущественно галлюцинаторно-параноидный синдром на фоне ясного сознания:250.

### Эндогенные психические расстройства
Галлюцинаторно-параноидный синдром встречается и при детском типе шизофрении (у детей 5—12 лет — 19,2 % случаев данного синдрома).
При параноидной шизофрении после начала расстройства может наблюдаться изначально паранойяльный синдром, затем, при прогрессировании расстройства, переходящий в параноидный или галлюцинаторно-параноидный:73. Параноидный синдром может трансформироваться со временем в галлюцинаторно-параноидный синдром:80. Однако описаны случаи, когда психоз манифестировал сразу же с галлюцинаторно-параноидного синдрома:82. Прогредиентное развитие параноидной шизофрении характеризуется полиморфизмом (многообразием проявлений) галлюцинаторно-параноидного синдрома. В его структуре могут наблюдаться псевдогаллюцинации и все типы психических автоматизмов. Помимо этого, в его структуре возможны слуховые галлюцинации, чувственный бред в виде бреда значения в редуцированном варианте, бред особого значения, ложные узнавания, бред инсценировки, при котором больной болезненно ощущает «сделанность», искусственность окружающего:77. Швейцарский психиатр Г. Бенедетти (1962) утверждал, что галлюцинаторно-параноидный синдром является самым типичным для параноидной шизофрении синдромом:16. Существует сенестопатический вариант галлюцинаторно-параноидного синдрома, когда у больных внезапно появляются сенестопатии и/или тактильные галлюцинации. На фоне галлюцинаторно-параноидного синдрома при параноидной шизофрении иногда могут манифестировать идеи величия различной тематики. Возможен переход галлюцинаторно-параноидного синдрома в парафренный, например, после онейроидных переживаний (в случае, если, например, фабулой бредовых переживаний больного становятся фантастические, мегаломанические переживания):132.

## Терапия
Для лечения галлюцинаторно-параноидного синдрома используются антипсихотические средства. Кандидат медицинских наук, доцент Бажин А. А. рекомендует при галлюцинаторно-параноидном синдроме применять клопентиксол (сординол, клопиксол, циатил, цисординол), который обладает к этому виду симптоматики определённой тропностью. Флуфеназин (фторфеназин, лиоген, модитен, пермитил, проликсин) описывается как препарат, при котором наилучшие результаты обнаруживаются при лечении галлюцинаторно-параноидного синдрома с полиморфной симптоматикой. Флупентиксол (флюанксол, депиксол) антипсихотическим действием направлен прежде всего, на галлюцинаторно-параноидную симптоматику. Кветиапин (сероквель) также имеет определённую направленность действия на галлюцинаторно-параноидную симптоматику.
Несмотря на то, что эффективность инсулинокоматозной терапии под большим вопросом, психиатры в российском «Национальном руководстве» по психиатрии рекомендуют применять её при остром приступе шизофрении с преобладанием галлюцинаторно-параноидной симптоматики и небольшой длительности после начала болезни. Ими утверждается, что чем меньше длительность шизофренического процесса, тем больше шансов на успех успешного «лечения» инсулиновыми шоками. Острый шизофренический психоз при полной непереносимости антипсихотических средств они называют случаем, когда альтернативы инсулинокоматозной терапии нет.